# Arbeitslosengeld (Deutschland)
Arbeitslosengeld (Alg) ist eine Leistung der deutschen Arbeitslosenversicherung, die bei Eintritt der Arbeitslosigkeit und abhängig von weiteren Voraussetzungen gezahlt wird. Es wird normalerweise bis zu einem Jahr gezahlt, bei älteren Arbeitslosen auch bis zu zwei Jahre. Die rechtlichen Grundlagen für das Arbeitslosengeld enthält das Dritte Buch des Sozialgesetzbuches (SGB III). Ähnliche Leistungen gibt es auch in allen anderen europäischen Staaten.
Zwischen 2005 und 2022 hieß das Arbeitslosengeld offiziell in Abgrenzung zum Arbeitslosengeld II (umgangssprachlich „Hartz IV“) „Arbeitslosengeld I“, wurde in der Alltagssprache aber weiterhin als „Arbeitslosengeld“ bezeichnet. Mit Wirkung zum 1. Januar 2023 wurde die im SGB II geregelte Grundsicherung für Arbeitsuchende von Arbeitslosengeld II in „Bürgergeld“ umbenannt und modifiziert.
Das Arbeitslosengeld ist abhängig von der geleisteten Beitragshöhe und wird aus den Beiträgen der Versicherten finanziert. Das Bürgergeld wird dagegen aus dem Bundeshaushalt, also aus Steuermitteln, finanziert.

## Anspruchsvoraussetzungen
Anspruch auf Arbeitslosengeld hat gemäß § 137 SGB III (bis zum 31. März 2012 § 118 SGB III a. F.), wer
1. arbeitslos ist,
2. sich bei der Agentur für Arbeit arbeitssuchend gemeldet hat und
3. die Anwartschaftszeit erfüllt hat.

Wer das für die Regelaltersrente erforderliche Lebensjahr vollendet hat, hat vom Beginn des folgenden Monats an keinen Anspruch auf Arbeitslosengeld. Der Anspruch auf Arbeitslosengeld kann unter gewissen Bedingungen ruhen oder erlöschen (s. u.).

### Arbeitslosigkeit
Arbeitslos ist gemäß § 138 Abs. 1 SGB III, wer
1. nicht in einem Beschäftigungsverhältnis steht,
2. sich bemüht, seine Beschäftigungslosigkeit zu beenden (Eigenbemühungen) und
3. den Vermittlungsbemühungen der Agentur für Arbeit zur Verfügung steht (Verfügbarkeit).

Eine ehrenamtliche Betätigung schließt Arbeitslosigkeit nicht aus, wenn dadurch die berufliche Eingliederung des Arbeitslosen nicht beeinträchtigt wird. Näheres ist in der Verordnung über die ehrenamtliche Betätigung von Arbeitslosen (EhrBetätV) geregelt.

### Arbeitslosmeldung
Der Arbeitslose hat sich persönlich bei der zuständigen Agentur für Arbeit arbeitslos zu melden. Alternativ ist eine Meldung nach erfolgter Identitätsfeststellung auch über das Onlineportal möglich. Eine Meldung ist auch zulässig, wenn die Arbeitslosigkeit noch nicht eingetreten, der Eintritt der Arbeitslosigkeit aber innerhalb der nächsten drei Monate zu erwarten ist.

### Frühzeitige Arbeitsuchendmeldung
Von der Anspruchsvoraussetzung der Arbeitslosmeldung zu unterscheiden ist die Verpflichtung zur frühzeitigen Meldung als Arbeitsuchender: Gemäß § 38 SGB III sind Personen, deren Arbeits- oder Ausbildungsverhältnis endet, verpflichtet, sich spätestens drei Monate vor dessen Beendigung persönlich arbeitsuchend zu melden. Sofern der Arbeitnehmer erst innerhalb der letzten drei Monate seines Beschäftigungsverhältnisses Kenntnis von dessen Beendigung erhält, ist er verpflichtet, sich innerhalb der nächsten drei Tage arbeitsuchend zu melden. Die erforderliche Arbeitsuchendmeldung ist bei jeder Dienststelle der Bundesagentur für Arbeit möglich. Arbeitnehmer, die dieser Verpflichtung nicht nachkommen, ohne dafür einen wichtigen Grund zu haben, erhalten für die ersten sieben Tage ihres Arbeitslosengeldanspruches keine Leistungen (Sperrzeit bei verspäteter Arbeitsuchendmeldung, § 159 Abs. 1 Nr. 7, Abs. 6 SGB III; bis zum 31. März 2012 § 144 SGB III a. F.).

### Anwartschaftszeit
Die Anwartschaftszeit hat gemäß § 142 SGB III (bis zum 31. März 2012 § 123 SGB III a. F.) erfüllt, wer in der Rahmenfrist mindestens zwölf Monate in der Arbeitslosenversicherung als Beschäftigter oder aus sonstigen Gründen versicherungspflichtig war (z. B. Elternzeit, Wehrdienst- und Zivildienstzeiten). Für die Erfüllung der Anwartschaftszeit entsprechen zwölf Monate 360 Tagen, weil der Monat nach § 339 SGB III mit 30 Tagen gerechnet wird.
Die Rahmenfrist beträgt 30 Monate (rückblickend) und beginnt mit dem Tag vor der Erfüllung aller sonstigen Voraussetzungen für den Anspruch auf Arbeitslosengeld. Bis 2019 betrug sie 24 Monate.

### Ausnahme bei Arbeitsunfähigkeit
Personen, die zwar die Anwartschaftzeit erfüllt haben, aber alleine aufgrund einer Arbeitsunfähigkeit nicht arbeitslos im Sinne von § 138 SGB III sind, haben dennoch einen Anspruch auf Arbeitslosengeld nach § 145 SGB III (sogenannte Nahtlosigkeitsregelung). In der Praxis ist dies in der Regel bei arbeitsunfähigen Personen der Fall, die aufgrund der Dauer ihrer Arbeitsunfähigkeit aus dem Krankengeldbezug ausgesteuert werden.
Bei dieser Personengruppe hat die Agentur für Arbeit nach § 145 Absatz 2 SGB III die arbeitsunfähige Person unverzüglich dazu aufzufordern, innerhalb eines Monats einen Antrag auf medizinische Rehabilitation oder Leistungen zur Teilhabe am Arbeitsleben zu stellen. Kommt die arbeitsunfähige Person dieser Forderung nicht nach, ruht der Anspruch nach Ablauf der Frist, bis die arbeitsunfähige Person den jeweiligen Antrag stellt oder einen Antrag auf Erwerbsminderungsrente beim zuständigen Rentenversicherungsträger stellt.

### Fortzahlung bei Krankheit
Erkrankt der Arbeitslose während des Leistungsbezugs, wird das Arbeitslosengeld nach § 146 SGB III für höchstens sechs Wochen weitergezahlt. Danach hat der Arbeitslose einen Anspruch auf Krankengeld in Höhe des Arbeitslosengeldes. (§ 47b SGB V) Das Arbeitslosengeld wird ebenso weitergezahlt, wenn die Voraussetzungen für die Gewährung von Kinderkrankengeld erfüllt sind.

## Höhe des Arbeitslosengeldes
Der Bemessungsrahmen umfasst ein Jahr, in besonderen Fällen zwei Jahre.
Der Bemessungszeitraum umfasst die beim Ausscheiden aus dem jeweiligen Beschäftigungsverhältnis abgerechneten Entgeltabrechnungszeiträume der versicherungspflichtigen Beschäftigungen im Bemessungsrahmen, gewisse Zeiten bleiben dabei außer Betracht.
Das Bemessungsentgelt (EUR/Tag) wird berechnet aus der Summe aller im Bemessungszeitraum erzielten Brutto-Arbeitsentgelte, für die eine Beitragspflicht in der Arbeitslosenversicherung bestand, in besonderen Fällen gelten Abweichungen, geteilt durch die Kalendertage des Bemessungszeitraums. Das Bemessungsentgelt kann maximal so hoch sein wie die Beitragsbemessungsgrenze in der Arbeitslosenversicherung. Im Jahre 2024 beträgt das Bemessungsentgelt maximal 248,22 EUR/Tag.
Haben Arbeitslose innerhalb der letzten zwei Jahre vor der Entstehung des Anspruchs Arbeitslosengeld bezogen, ist Bemessungsentgelt mindestens das Entgelt, nach dem das Arbeitslosengeld zuletzt bemessen worden ist.
In besonderen Fällen wird das Bemessungsentgelt nach der erreichten Qualifikation des Arbeitslosen fiktiv bestimmt. Das fiktive Bemessungsentgelt beträgt 1/300, 1/360, 1/450 oder 1/600 der Bezugsgröße. Im Jahr 2016 sind das 50,40 EUR/Tag bis 116,20 EUR/Tag.
Das pauschalierte Nettoentgelt bzw. Leistungsentgelt (EUR/Tag) ist das Bemessungsentgelt abzüglich der Lohnsteuer und des Solidaritätszuschlags sowie pauschal 20 % als Beitrag zur Sozialversicherung. Die Höhe der Lohnsteuer richtet sich nach der aktuellen Steuerklasse zum Zeitpunkt der Berechnung. Die Steuerklasse während des Bemessungszeitraums ist irrelevant, da hier das Brutto-Arbeitsentgelt zur Berechnung herangezogen wird.
Der allgemeine Leistungssatz beträgt 60 %, der erhöhte Leistungssatz 67 %. Dieser steht einem Arbeitslosen zu, der ein Kind hat, für das Kindergeld bezogen wird. Dabei muss der Arbeitslose nicht der Bezieher des Kindergeldes sein. Außerdem steht der erhöhte Leistungssatz Arbeitslosen zu, deren nicht dauernd getrennt lebender Ehegatte/Ehegattin mindestens ein Kind hat, für das Kindergeld bezogen wird.
Das tägliche Arbeitslosengeld (EUR/Tag) errechnet sich aus der Formel: Leistungsentgelt × 60 % bzw. 67 %.
Das Arbeitslosengeld pro vollem Kalendermonat beträgt das 30fache des täglichen Arbeitslosengeldes (unabhängig davon, wie viele Tage der Monat tatsächlich hat).
Auf der Homepage der Bundesagentur für Arbeit kann die Höhe des Arbeitslosengeldanspruchs selbst ermittelt werden.

## Beispiel zur Berechnung des Arbeitslosengeldes
Das Arbeitslosengeld wird nach den § 151, § 154 SGB III (bis 31. März 2012 § 131 bzw. § 134 SGB III a. F.) bestimmt. Nach § 151 SGB III werden Tage des Jahres, gleich 365 Tage und nach § 154 SGB III werden 30 Tage bei einem vollen Monat und somit 360 Tage pro Jahr angenommen.
1. Zuerst wird das sozialversicherungspflichtige Brutto-Einkommen der letzten 12 Monate bestimmt. Im Jahr 2023 sind dies maximal 7.300 € pro Monat = 87.600 € pro Jahr (neue Länder 7.100 bzw. 85.200 €). Dieser Betrag wird durch die Tage des Bemessungszeitraums gleich 365 Tage geteilt. Das ergibt das tägliche Bemessungsentgelt.
2. Von diesem werden eine Sozialversicherungspauschale in Höhe von 20 %[10], Lohnsteuer und Solidaritätszuschlag abgezogen. Das ergibt das tägliche Leistungsentgelt.
3. Vom Leistungsentgelt werden 60 % (bzw. 67 % mit Kind) berechnet. Dies ergibt den täglichen Leistungssatz. Dieser ist auch der tägliche Zahlbetrag, sofern keine Abzüge an andere Berechtigte abgezweigt werden.
4. Der tägliche Zahlbetrag wird in vollen Monaten für jeweils 30 Tage ausgezahlt, unabhängig davon, wie lang der Monat tatsächlich ist (Ausnahme: Teilmonate nach tatsächlichen Kalendertagen). Das ist nun der monatliche Zahlbetrag.

Beispiel für die Beitragsbemessungsgrenze im Jahr 2019 (West) bei Lohnsteuerklasse I mit Kind.
zu 1)
```
      6.700 €/Monat * 12 Monate     = 80.400,00 €
     80.400 €/Jahr / 365 Tage/Jahr  =    220,27 €/Tag 
Bemessungsentgelt täglich

                       (nach 
§
 
151
 SGB
 
III)
```

zu 2)
```
     Sozialversicherungs-Pauschale
                  (20 % von 220,27 €):     44,05 €
     
Lohnsteuer
 (Lohnsteuerklasse I):     54,68 €
     
Solidaritätszuschlag
:                 3,00 €
     -------------------------------------------
     Gesamtabzüge:                        101,73 €
```

```
     220,27 €/Tag - 101,73 €/Tag     =    118,54 €/Tag 
Leistungsentgelt täglich
```

zu 3)
```
     118,54 €/Tag * 67 %            =     79,42 €/Tag 
Leistungssatz täglich
```

zu 4)
```
      79,42 €/Tag * 30 Tage/Monat   =  2382,60 €/Monat 
Zahlbetrag monatlich

                       (nach 
§
 
154
 SGB
 
III)
```

## Zahlungszeitpunkt
Arbeitslosengeld wird regelmäßig monatlich nachträglich ausgezahlt.

## Dauer des Bezugs von Arbeitslosengeld
Wie lange ein Arbeitsloser Arbeitslosengeld erhalten kann, hängt von seinem Lebensalter und der Dauer der gesamten Versicherungspflichtverhältnisse innerhalb der letzten fünf Jahre ab (§ 147 SGB III). Wer noch nicht 50 Jahre alt ist oder weniger als 30 Monate sozialversicherungspflichtig beschäftigt war, erhält maximal ein Jahr lang Arbeitslosengeld:
| nach Versicherungspflicht-Verhältnisse von mindestens … Monaten | maximale Bezugsdauer in Monaten |
| 12                                                              | 6                               |
| 16                                                              | 8                               |
| 20                                                              | 10                              |
| 24                                                              | 12                              |

Wer mehr als insgesamt 24 Monate in einem Versicherungspflichtverhältnis gestanden hat und älter als 50 Jahre ist, erhält unter gewissen Voraussetzungen länger Arbeitslosengeld:
| nach Versicherungspflicht-Verhältnis von mindestens … Monaten | seit 1. Januar 2008                | seit 1. Januar 2008    | Altregelung 1. Februar 2006 bis 31. Dezember 2007 | Altregelung 1. Februar 2006 bis 31. Dezember 2007 | Altregelung bis 31. Januar 2006    | Altregelung bis 31. Januar 2006 |
| nach Versicherungspflicht-Verhältnis von mindestens … Monaten | nach Vollendung des … Lebensjahres | Bezugsdauer in Monaten | nach Vollendung des … Lebensjahres                | Bezugsdauer in Monaten                            | nach Vollendung des … Lebensjahres | Bezugsdauer in Monaten          |
| 30                                                            | 50                                 | 15                     | 55                                                | 15                                                | 45                                 | 14                              |
| 36                                                            | 55                                 | 18                     | 55                                                | 18                                                | 45                                 | 18                              |
| 44                                                            | 55                                 | 18                     | 55                                                | 18                                                | 47                                 | 22                              |
| 48                                                            | 58                                 | 24                     | 55                                                | 18                                                | 47                                 | 22                              |
| 52                                                            | 58                                 | 24                     | 55                                                | 18                                                | 52                                 | 26                              |
| 64                                                            | 58                                 | 24                     | 55                                                | 18                                                | 57                                 | 32                              |

Ablesebeispiel: Arbeitslose, die 58 Jahre und älter sind, und länger als 48 Monate in einem Versicherungspflichtverhältnis standen, erhalten insgesamt 24 Monate Arbeitslosengeld. (Dies gilt auch, wenn ihr Anspruch auf Arbeitslosengeld vor dem 31. Dezember 2007 entstanden ist (§ 439 SGB III, bis 31. März 2012 § 434 r SGB III a. F.).)
Die Altregelungen sind nur noch aus historischen Gründen interessant, sie dienen nicht mehr zur Berechnung irgendwelcher Ansprüche.

## Ruhen des Anspruchs auf Arbeitslosengeld
Der Anspruch auf Arbeitslosengeld ruht während bestimmter Zeiten. Ruhen bedeutet, dass das Arbeitslosengeld während des Ruhenszeitraums nicht gezahlt wird. In bestimmten Fällen führt das Ruhen darüber hinaus zu einer Minderung der Anspruchsdauer.

### Versicherungswidriges Verhalten
Hat der Arbeitnehmer sich versicherungswidrig verhalten, ohne dafür einen wichtigen Grund zu haben, ruht nach § 159 SGB III (bis 31. März 2012 § 144 SGB III a. F) der Anspruch für die Dauer einer Sperrzeit. Der Arbeitnehmer hat die für die Beurteilung eines wichtigen Grundes maßgebenden Tatsachen darzulegen und nachzuweisen, wenn diese in seiner Sphäre oder in seinem Verantwortungsbereich liegen. Gleichzeitig mindert sich nach § 148 SGB III (bis 31. März 2012 § 128 SGB III a. F.) die Anspruchsdauer um die Anzahl der Tage der Sperrzeit, in Fällen einer Sperrzeit von zwölf Wochen bei Arbeitsaufgabe sogar mindestens um ein Viertel der Anspruchsdauer.
Versicherungswidriges Verhalten liegt vor, wenn
1. der Arbeitslose das Beschäftigungsverhältnis gelöst oder durch ein arbeitsvertragswidriges Verhalten Anlass für die Lösung des Beschäftigungsverhältnisses gegeben und dadurch vorsätzlich oder grob fahrlässig die Arbeitslosigkeit herbeigeführt hat (Sperrzeit bei Arbeitsaufgabe),
2. der bei der Agentur für Arbeit als arbeitsuchend gemeldete Arbeitnehmer oder der Arbeitslose trotz Belehrung über die Rechtsfolgen eine von der Agentur für Arbeit unter Benennung des Arbeitgebers und der Art der Tätigkeit angebotene Beschäftigung nicht annimmt oder nicht antritt oder die Anbahnung eines solchen Beschäftigungsverhältnisses, insbesondere das Zustandekommen eines Vorstellungsgespräches, durch sein Verhalten verhindert (Sperrzeit bei Arbeitsablehnung),
3. der Arbeitslose trotz Belehrung über die Rechtsfolgen die von der Agentur für Arbeit geforderten Eigenbemühungen nicht nachweist (Sperrzeit bei unzureichenden Eigenbemühungen),
4. der Arbeitslose sich weigert, trotz Belehrung über die Rechtsfolgen an einer Maßnahme der Eignungsfeststellung, einer Trainingsmaßnahme oder einer Maßnahme zur beruflichen Ausbildung oder Weiterbildung oder einer Maßnahme zur Teilhabe am Arbeitsleben teilzunehmen (Sperrzeit bei Ablehnung einer beruflichen Eingliederungsmaßnahme),
5. der Arbeitslose die Teilnahme an einer in Nummer 4 genannten Maßnahme abbricht oder durch maßnahmewidriges Verhalten Anlass für den Ausschluss aus einer dieser Maßnahmen gibt (Sperrzeit bei Abbruch einer beruflichen Eingliederungsmaßnahme),
6. der Arbeitslose einer Aufforderung der Agentur für Arbeit, sich zu melden oder zu einem ärztlichen oder psychologischen Untersuchungstermin zu erscheinen, trotz Belehrung über die Rechtsfolgen nicht nachkommt (Sperrzeit bei Meldeversäumnis) oder
7. der Arbeitslose seiner Meldepflicht nicht nachgekommen ist (Sperrzeit bei verspäteter Arbeitsuchendmeldung).

### Bezug anderer Sozialleistungen
Der Anspruch auf Arbeitslosengeld ruht nach § 156 SGB III (bis 31. März 2012 § 142 SGB III a. F.) auch während der Zeit, in der der Arbeitslose bestimmte andere Sozialleistungen erhält
- Lohnersatzleistungen wegen Krankheit oder vergleichbarer Tatbestände: Krankengeld, Verletztengeld, Mutterschaftsgeld, Übergangsgeld
- Rente wegen voller Erwerbsminderung oder wegen Alters
- Berufsausbildungsbeihilfe für Arbeitslose

### Anspruch auf Arbeitslosengeld und Urlaubsabgeltung
Der Anspruch auf Arbeitslosengeld ruht nach § 157 SGB III (bis 31. März 2012 § 143 SGB III a. F.) während der Zeit, für die der Arbeitslose Arbeitsentgelt oder wegen Beendigung des Arbeitsverhältnisses eine Urlaubsabgeltung erhält oder zu beanspruchen hat. Soweit er diese Leistungen aber tatsächlich nicht erhält, wird ihm trotz des Ruhens Arbeitslosengeld gezahlt.

### Entlassungsentschädigung
Der Anspruch ruht schließlich, wenn wegen der Beendigung des Arbeitsverhältnisses eine Abfindung (Entlassungsentschädigung) gezahlt wird und das Arbeitsverhältnis ohne Einhaltung einer der ordentlichen Kündigungsfrist des Arbeitgebers entsprechenden Frist beendet worden ist (§ 158 SGB III, bis 31. März 2012 § 143 a SGB III a. F.).

## Arbeitslosengeld im Ausland
Arbeitslosengeld kann grundsätzlich nur von Personen beansprucht werden, die ihren Wohnsitz oder gewöhnlichen Aufenthalt im Inland haben. Ausnahmsweise können – bei Vorliegen der sonstigen Voraussetzungen –– auch Arbeitslose Anspruch auf Arbeitslosengeld haben, die im Ausland wohnen, wenn sie zuvor als Grenzgänger in Deutschland beschäftigt waren. Arbeitslose, die erst nach der Beendigung der versicherungspflichtigen Beschäftigung in Deutschland ins Ausland gezogen sind, können Arbeitslosengeld beziehen, wenn sie grenznah wohnen, sodass sie jederzeit in der Lage sind, eine Beschäftigung in Deutschland anzunehmen.

## Erlöschen des Anspruchs auf Arbeitslosengeld
Der Anspruch auf Arbeitslosengeld erlischt nach § 161 SGB III (bis 31. März 2012 § 147 SGB III a. F.)
1. mit der Entstehung eines neuen Anspruchs,
2. wenn der Arbeitslose Anlass für den Eintritt von Sperrzeiten mit einer Dauer von insgesamt mindestens 21 Wochen gegeben hat, der Arbeitslose über den Eintritt der Sperrzeiten schriftliche Bescheide erhalten hat und auf die Rechtsfolgen des Eintritts von Sperrzeiten mit einer Dauer von insgesamt mindestens 21 Wochen hingewiesen worden ist; dabei werden auch Sperrzeiten berücksichtigt, die in einem Zeitraum von zwölf Monaten vor der Entstehung des Anspruchs eingetreten sind und nicht bereits zum Erlöschen eines Anspruchs geführt haben.

## Anrechnung von Einnahmen aus Nebentätigkeiten
Übt der Arbeitslose während einer Zeit, für die ihm Arbeitslosengeld zusteht, eine weniger als 15 Stunden wöchentlich umfassende Beschäftigung aus, ist das Arbeitsentgelt aus der Beschäftigung nach Abzug der Steuern, der Sozialversicherungsbeiträge und der Werbungskosten sowie eines Freibetrages in Höhe von 165 € auf das Arbeitslosengeld für den Kalendermonat, in dem die Beschäftigung ausgeübt wird, anzurechnen. Dies ergibt sich aus § 155 Abs. 1 SGB III (bis 31. März 2012 § 141 Abs. 1 SGB III a. F.) i. V. m. § 138 Abs. 3 SGB III.
Hierbei ist darauf zu achten, dass die maximale Stundenanzahl von weniger als 15 Stunden nicht innerhalb einer Beschäftigungswoche erreicht wird. Das bedeutet, nimmt der Arbeitnehmer an einem Mittwoch die Tätigkeit auf, werden diejenigen Stunden erfasst, die zwischen Mittwoch und einschließlich Dienstag der Folgewoche geleistet werden. Die Beschäftigungswoche entspricht also nicht der Kalenderwoche.
Hat der Arbeitslose in den letzten 18 Monaten vor der Entstehung des Anspruchs neben einem Versicherungspflichtverhältnis eine Erwerbstätigkeit (z. B. Selbständigkeit) neben dem Versicherungspflichtverhältnis mindestens zwölf Monate lang ausgeübt, so bleibt das Einkommen daraus bis zu dem Betrag anrechnungsfrei, der in den letzten zwölf Monaten vor der Entstehung des Anspruchs durch diese Erwerbstätigkeit erreicht wurde. (§ 155 Abs. 2 SGB III) Dies gilt auch dann, wenn der Arbeitslose diese Nebentätigkeit verliert und während des Bezugs von Arbeitslosengeld eine neue Nebentätigkeit aufnimmt.
Ein pauschalierter Auslagenersatz für eine ehrenamtliche Tätigkeit im Sinne des § 138 Abs. 2 SGB III iVm. § 1 der Verordnung über die ehrenamtliche Betätigung von Arbeitslosen bis zu einer Höhe von 250 Euro monatlich berührt den Anspruch auf Arbeitslosengeld nach § 136 Abs. 1 Nr. 1 SGB III nicht.

## Arbeitslosengeld bei beruflicher Weiterbildung
Das Arbeitslosengeld bei beruflicher Weiterbildung nach § 144 SGB III entspricht dem bis 2003 geltenden Unterhaltsgeld. Es wird gezahlt, wenn der Arbeitslose sich in einer beruflichen Weiterbildung befindet, die nach dem SGB III gefördert wird.
Die sonstigen Regelungen entsprechen dem Arbeitslosengeld. Einkommen aus der beruflichen Weiterbildung wird bis zu einer Höhe von 400 Euro nicht angerechnet. (§ 155 Abs. 3 SGB III)
Die Dauer der beruflichen Weiterbildung wird auf den Restanspruch auf Arbeitslosengeld lediglich zur Hälfte aufgerechnet. Würde durch die berufliche Weiterbildung der Restanspruch auf Arbeitslosengeld auf unter 30 Tage sinken, bleibt der Anspruch auf Arbeitslosengeld in dieser Höhe während der gesamten Dauer der beruflichen Weiterbildung erhalten. (§ 148 Abs. 2 Satz 3 SGB III)

## Weitere Ansprüche
Wer Arbeitslosengeld bezieht, hat ggf. – unter weiteren Voraussetzungen – Anspruch auf Förderung einer selbständigen Tätigkeit. Die Aufnahme einer hauptberuflichen und selbständigen Existenz kann mit einem Gründungszuschuss gefördert werden, ein Rechtsanspruch besteht seit der Gesetzesänderung zum 28. Dezember 2011 nicht mehr.
Der Bezug von Arbeitslosengeld schließt den aufstockenden Bezug von Arbeitslosengeld II oder Wohngeld (vorrangiger Anspruch zu ALG II) nicht aus.

## Sozialversicherung von Arbeitslosengeldbeziehern
Bezieher von Arbeitslosengeld sind während des Bezugs der Leistung in der gesetzlichen Renten-, Kranken- und Pflegeversicherung pflichtversichert. Sie sind außerdem unfallversichert, wenn sie einer besonderen, an sie im Einzelfall gerichteten Aufforderung einer Dienststelle der Bundesagentur für Arbeit nachkommen, diese oder eine andere Stelle aufzusuchen.
Die zu zahlenden Sozialversicherungsbeiträge trägt die Bundesagentur allein. Sie zahlt auch den Beitragszuschlag für Kinderlose in der Pflegeversicherung, indem sie für alle Leistungsbezieher pauschal 20 Millionen € pro Jahr an den Ausgleichsfonds der Pflegeversicherung überweist. Die Beiträge werden jeweils nach 80 % des dem Arbeitslosengeld zugrunde liegenden Arbeitsentgelts bemessen.

## Steuerliche Aspekte
Wie alle Lohnersatzleistungen ist das Arbeitslosengeld steuerfrei nach § 3 Nr. 2 EStG, unterliegt jedoch dem Progressionsvorbehalt nach § 32b Abs. 1 Nr. 1 EStG. Bezogenes Arbeitslosengeld ist daher in der Einkommensteuererklärung vom Steuerpflichtigen anzugeben. Beim Arbeitslosengeld II war dies nicht der Fall. Auch das 2023 eingeführte Bürgergeld unterliegt dem Progressionsvorbehalt nicht.